# Val Bona

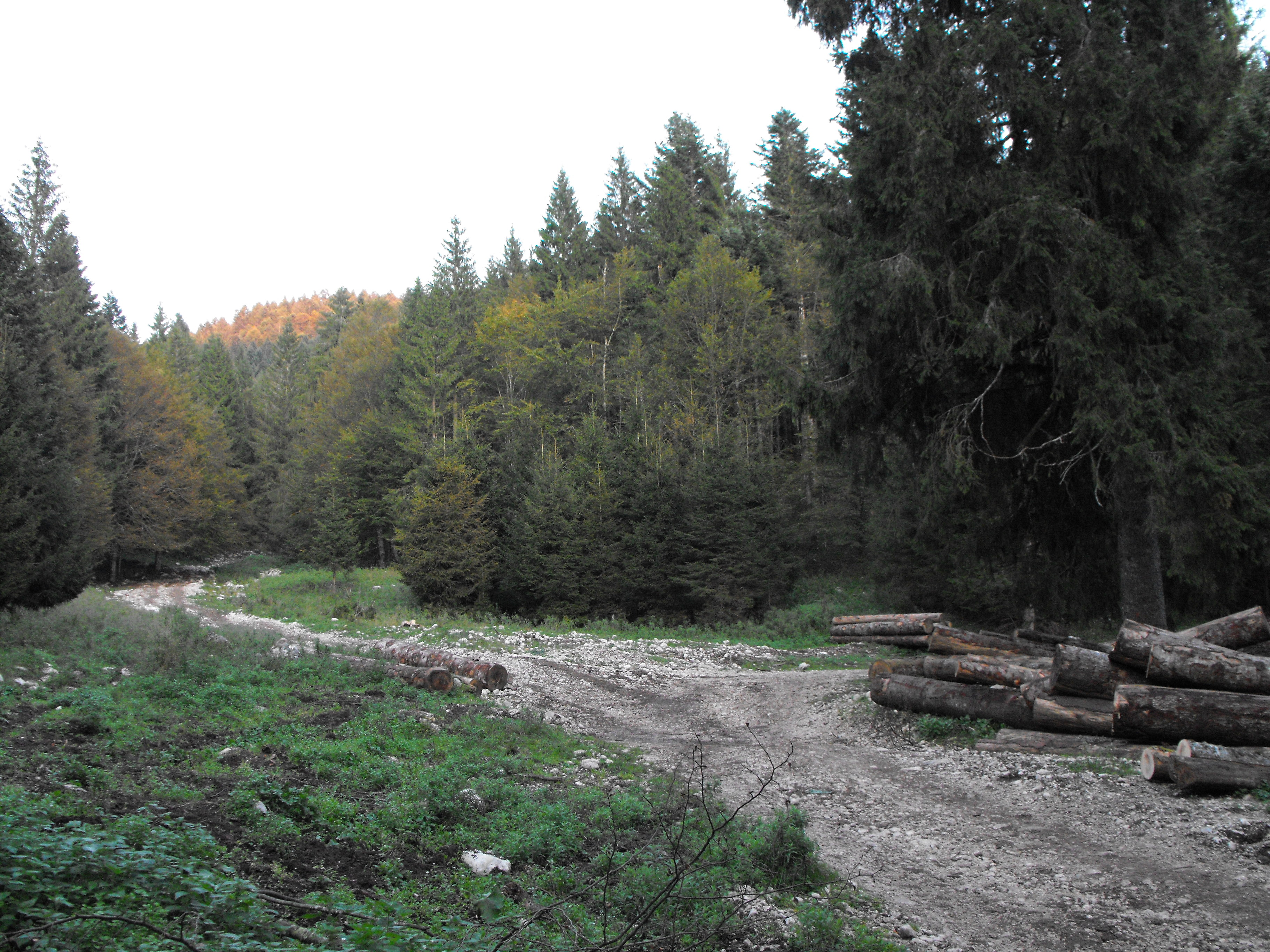
L'area di Val Bona come si presenta oggi.

Val Bona era uno degli insediamenti cimbri dell'altopiano del Cansiglio, localizzato a 991 m s.l.m. in comune di Tambre (BL), presso il confine con Polcenigo e Budoia (PN). Abbandonato tra l'Otto e il Novecento, è oggi completamente scomparso.
Il villaggio sorse ai primi dell'Ottocento con l'arrivo di Girolamo Azzalini di Roana, seguito poco dopo dai fratelli Giobatta e Pietro. Pare che il figlio di quest'ultimo, Carlo, fosse stato il primo nato di Val Bona, nel 1809. Nel 1850 la comunità locale accolse un altro cimbro roanese, Giovanni Bonatto, di professione masteler (fabbricante di mastelli).
L'ubicazione dell'abitato non era casuale, posto lungo l'antica strada che dalla pianura friulana (Aviano e Polcenigo) risaliva il Cansiglio per poi ridiscendere verso Belluno. Inoltre, la zona si caratterizzava per un clima mite che permetteva la coltivazione di ortaggi.
Nel 1887 quasi tutti gli abitanti si trasferirono nei villaggi di Campon, Pian Osteria e Pich. Tuttavia negli anni 1940 è ancora attestata la presenza di Mario Bonatto, nipote del già citato Giovanni e come lui produttore di mastelli.
Nei pressi di Val Bona si estende oggi la riserva naturale orientata Pian di Landro-Baldassare.